# Старобрненский монастырь
Старобрненский монастырь (чеш. Starobrněnský klášter) или Августинское аббатство Святого Фомы в Старом Брно (нем. Abtei St. Thomas или Königskloster) — католический монастырь ордена августинцев в районе Старе-Брно города Брно Южноморавского края Чешской республики.

## История монастыря
Старобрненский монастырь заложила как монастырь цистерцианок в 1323 году чешская вдовствующая королева Элишка Рыкса (ум. 1335), которая после смерти в нём же была похоронена рядом со своим другом, моравским гетманом Йиндржихом из Липы (ум. 1329). Монастырю было дано название Aula Sanctae Mariae. Средства на строительство монастыря королева Элишка получила от короля Яна Люксембургского, пожертвовавшего для этого своё брненское имущество. В то же время началось строительство монастырского костёла Вознесения Девы Марии. В 1333 году к монастырю был пристроен госпиталь. Поскольку строительство монастыря продолжалось более 50 лет, королева Элишка не дожила до его окончания.
В XVIII веке весь монастырский комплекс был перестроен в архитектурном стиле барокко под руководством немецкого архитектора Морица Гримма (ум.  1757), однако храму Вознесения Девы Марии был сохранён его оригинальный готический внешний облик. 18 марта 1782 года в ходе реформы императора Иосифа II монастырь был закрыт, а всё его имущество конфисковано. Однако в следующем году монастырь был передан ордену августинцев в обмен на конфискованное у них здание монастыря при Храме Благовещения Девы Марии и Святого апостола Фомы в Брно.
Немалую известность Старобрненскому монастырю придал тот факт, что в 1868—1884 годах его аббатом являлся основатель генетики Грегор Иоганн Мендель, в честь которого позже была названа площадь, на которой находится монастырь. В самом монастыре сейчас работает Музей Менделя Масарикова университета.
В Старобрненском монастыре обучался музыке, а затем работал хормейстером чешский композитор Леош Яначек.
Пивоварня Starobrno возникла из Старобрненской монастырской пивоварни.